# Regnbåge (fisk)
Regnbåge är en fiskart som först beskrevs av Johann Julius Walbaum 1792. Arten har sitt naturliga utbredningsområde från vattendrag som mynnar i Stilla havet, men har introducerats på många platser världen över på grund av den är populär som sportfisk och anses vara en god matfisk. Regnbågen är tillfälligt reproducerande i Sverige. Regnbågen är ganska lik öring, men har ofta ett rödaktigt band längs sidan. I matlagningssammanhang används ofta ordet forell för regnbåge eller andra laxfiskar, men ingen fiskart heter så på svenska.

## Taxonomi
Det vetenskapliga namnet för regnbåge är Onchorhynchus mykiss. Arten namngavs och beskrevs av Johann Julius Walbaum 1792. Artepitetet tros komma från mykizha som var namnet på fisken hos lokalbefolkningen på Kamtjatka. Länge placerades arten inom släkten Salmo antingen med något av namnen Salmo irideus eller Salmo gairdneri.  Det har beskrivits åtminstone åtta olika underarter (eller varianter) av regnbåge :
- Oncorhynchus mykiss aquilarum - från Eagle lake, Kalifornien
- Oncorhynchus mykiss gairdnerii - från Columbiafloden
- Oncorhynchus mykiss gilberti - från Little Kern, Kalifornien
- Oncorhynchus mykiss irideus - amerikanska västkusten
- :Oncorhynchus mykiss mykiss - från Kamtjatka-halvön
- Oncorhynchus mykiss nelsoni -  från Baja California
- Oncorhynchus mykiss stonei - från Sacramento, Kalifornien
- Oncorhynchus mykiss whitei - från Little Kern, Kalifornien

## Utseende
Regnbågen är ganska lik öring men har ett rödaktigt band längs sidorna som är det lättaste kännetecknet och dessutom är dess fenor prickiga. Regnbågen kan väga upp till 15 kg och bli 80 cm lång, men det är ovanligt med exemplar över 10 kg. Fiskköttet kan variera från ljusbrunt till rosa, rött eller nästan vitt. Livslängden i Sverige är cirka 16 år.
Ovansidan har en grön eller blå färg och intill det röda bandet är kroppen silverfärgad. På hela kroppen finns svarta punkter. Oftast har rygg-, buk- och analfenan en orange eller gul spets. Under parningstiden blir regionen ovanför hannens mun vit. Vid sidolinjeorganet finns 100 till 148 fjäll.

## Utbredning
Regnbågens ursprungliga utbredningsområde är i Stilla havet mellan Asien och Nordamerika och vattendrag som mynnar där.  

### Introducerade populationer
Vildfångade och uppfödda former av denna art har inplanterats för användning som föda och för sportfiske i åtminstone 45 länder och på alla kontinenter utom Antarktis.[källa behövs] Regnbågen infördes i Sverige 1928 för fiskodling. Från dessa odlingar rymde den och har i vissa sjöar fått stor spridning. 
Vuxna regnbågar som lever i strömmande vatten väger 0,5 till 2,5 kg, medan de som lever i sjöar eller vandrar till havet oftast blir upp till 10 kg. Det finns dock ett antal fångster av fiskar i som väger mellan 10 och 20 kilo, men under naturliga omständigheter är dessa fiskar extremt ovanliga. Färgteckningen varierar mycket mellan underarterna och mellan former som anpassats till olika livsmiljöer. De fullvuxna fiskarna känns igen på en bred rödaktig rand längs hela sidan, från gälarna till stjärten. Den är allra tydligast på lekande hanar.

## Ekologi
Den lever i havet i två till tre år och återvänder därefter vanligtvis till sötvatten för att leka.

## Regnbågen och människan

### Namn
Fiskarten kallas för många olika namn, som "regnbågsöring", "regnbågsforell", "laxforell", "fjordörret", "blanklaxöring" och "röd forell". Den har dessutom av finländska och svenska myndigheter tidvis fått benämningen "regnbågslax". Enligt svenska Livsmedelsverket är både "regnbåge" och "regnbågslax" godkända handelsnamn. Kommittén för svenska djurnamn bestämde 2010 att det korrekta svenska namnet är regnbåge.

### Status och hot
Vissa  underarter är listade som hotade.[källa behövs]

### Fiske

Tillagade foreller.

Vildfångade och uppfödda former av denna art har inplanterats för användning som föda och för sportfiske i åtminstone 45 länder och på alla kontinenter utom Antarktis. Den är ett populärt fiskebyte bland annat på grund av dess energiska kämpande vid infångandet. Regnbåge är den dominerande fisken i så kallat put and take-vatten.

### Effekter av utplantering
Som i de flesta fall där arter introducerats utanför dess naturliga utbredningsområde har ekosystemen där utsättning skett påverkats. I regnbågens fall har naturliga bestånd av öring, lax och röding påverkats negativt av introduktionen, men då utsatt fisk numera ofta är steril utgör de inget långsiktigt hot mot naturlig fiskfauna. I fall där fertil fiskar introduceras kan de dock utgöra ett direkt hot mot konkurrenssvaga arter. I andra fall har introduktion i vatten som tidigare helt saknat fiskbestånd eller haft starkt reducerade bestånd av infödda fiskarter har resulterat i sportfiskevatten av världsklass, till exempel de Stora sjöarna och vattendraget Firehole river i Wyoming. 

### I kulturen
Regnbågen är officiell statsfisk för delstaten Washington i USA.